# Libera Università Internazionale degli Studi Sociali
A Luiss (Libera Università Internazionale degli Studi Sociali Guido Carli) egy nyitott társadalomtudományi magánegyetem Rómában, amely a Confindustria olasz munkaadói szövetséghez kapcsolódik, körülbelül 9000 hallgatóval. Gyakran tartják a két legjobb olaszországi egyetem egyikének, a közgazdaságtan területén a milánói Luigi Bocconi Egyetemmel van versenyben. Az egyetem Parioli belvárosától északkeletre található.

## Alapítása, ajánlatai, hírneve

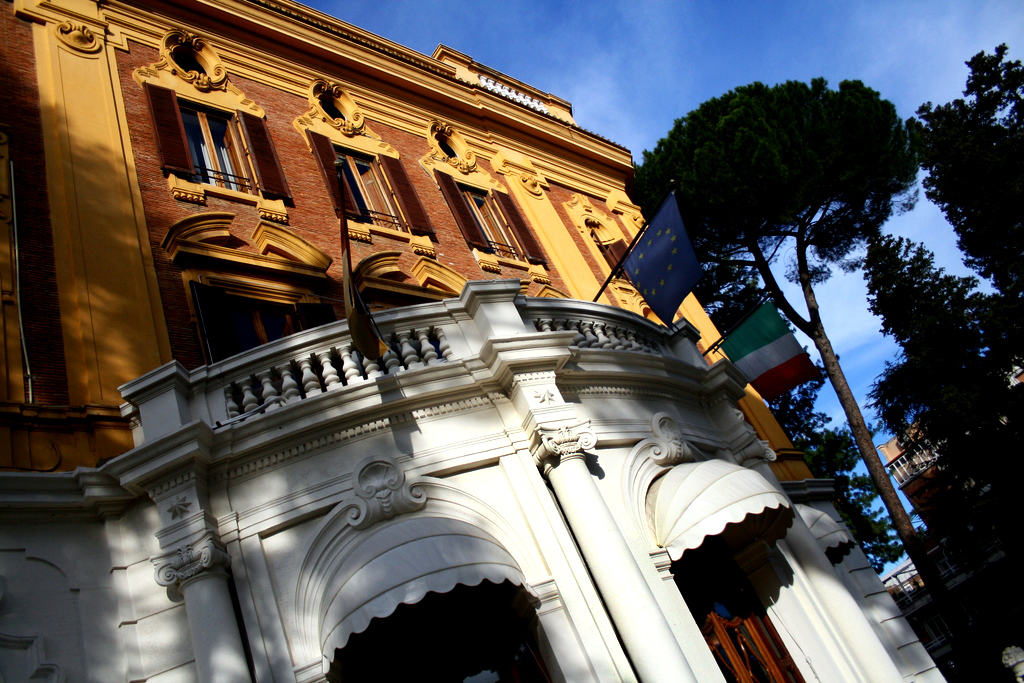
A Luiss Guido Carli székhelye

Az oktatási intézményt 1946-ban alapították Olaszország első magánegyetemeként a második világháború után, kezdetben katolikus egyetemként Istituto di Studi Superiori Pro Deo néven P. Félix Andrew Morlion, belga római katolikus Domonkos-rendi pap és Monsignor Antonio de Angelis alapították. 1948 óta nevezik Università Internazionale degli Studi Sociali „Pro Deo”-nak. Az alapítók amerikai titkosszolgálatokhoz fűződő, 1968 óta pletykált kapcsolatai, valamint a különféle botrányok azt eredményezték, hogy az 1970-es évek elején feladták az intézmény egyházi identitását. Mióta 1974-ben világi magánegyetemmé alakult, szorosan kapcsolódik a Confindustria olasz munkaadói szövetséghez.
Három karral rendelkezik: jogi, közgazdasági és politológiai karral. Van még egy újságíró iskolája, egy üzleti iskolája és 2010 februárja óta School of Governmentje is, amely angol nyelvű mesterképzéseket kínál (Master in European Studies, Master in International Public Affairs).
Az éves tandíj körülbelül 8400 euró az alapképzések esetében és legfeljebb 12 000 euró a mesterképzések esetében. Az egyetem arra törekszik, hogy kiemelkedő tehetségeket toborozzon a világ minden tájáról. A felvételi vizsgákra tavasszal és ősszel kerül sor.
A viale Romanián (Trieszt) található fő kampusz mellett hat helyszínen működik, főként történelmi palotákban és villákban. Az egyetemre csak diákigazolvánnyal lehet belépni.
A Luiss többek között a Stanford Egyetemmel, a King’s College Londonnal, az EBS Közgazdaságtudományi és Jogi Egyetemmel, a Freie Universität Berlinnel, a British Columbia Egyetemmel, az ESCP Europe-pal és a WHU – Otto Beisheim Menedzsment Egyetemmel működik együtt.

## Az egyetemhez köthető személyek és öregdiákok
- Giuseppe Conte (született 1964), Olaszország miniszterelnöke
- Carlo Messina (sz. 1962), az Intesa Sanpaolo vezérigazgatója
- Luigi de Vecchi, a Citigroup európai befektetési banki részlegének vezetője [1]
- Luca Maestri, az Apple Inc. pénzügyi igazgatója
- Fulvio Conti, az ENEL vezérigazgatója
- Riccardo Zacconi, a King Digital Entertainment vezérigazgatója
- Pasquale Ferrara (sz. 1958), diplomata, az Európai Egyetemi Intézet főtitkára[2]
- Maximo Ibarra (született 1968), a Wind Telecomunicazioni S.p.A. igazgatótanácsának elnöke[3]
- Jared Diamond (született 1937), amerikai evolúciós biológus[4]
- Rosy Bindi (született 1951), politikus, a Partito Democratico elnöke
- Fabio Caressa (született 1967), sportriporter
- Jean-Paul Fitoussi (született 1942), közgazdász
- Giovanni Floris (született 1967), újságíró
- Massimo Moratti (született 1945), vállalkozó, az Internazionale FC korábbi elnöke és a Saras vezérigazgatója
- Massimo Nordio (született 1958), a Volkswagen AG Olaszország vezérigazgatója
- Giuliano Amato (született 1938), jogász, politikus, Olaszország volt miniszterelnöke
- Augusto Fantozzi (sz. 1938), volt pénzügyminiszter (Dini-kormány)
- Giovanni Maria Flick (sz. 1940), volt igazságügyi miniszter (I. Prodi-kormány)
- Antonio Martino (született 1942), közgazdász, politikus, Olaszország volt külügy- és védelmi minisztere

## Fordítás
Ez a szócikk részben vagy egészben  a   Libera Università Internazionale degli Studi Sociali című német Wikipédia-szócikk ezen változatának fordításán alapul.  Az eredeti cikk szerkesztőit annak laptörténete sorolja fel. Ez a jelzés csupán a megfogalmazás eredetét és a szerzői jogokat jelzi, nem szolgál a cikkben szereplő információk forrásmegjelöléseként.